# Phalaris californica
Phalaris californica là một loài thực vật có hoa trong họ Hòa thảo. Loài này được Hook. & Arn. miêu tả khoa học đầu tiên năm 1833.